# Ходжсон, Ральф
Ральф Ходжсон (англ. Ralph Hodgson; 9 сентября 1871 — 3 ноября 1962) — английский поэт.

## Биография
В молодости был журналистом и актёром-комиком (со сценическим псевдонимом Йорик), редактировал отдел искусства в «Еженедельном журнале спорта и отдыха» (англ. «Weekly Magazine of Sports and Out-of-Door Life»). В 1914—1923 служил в британской армии (в годы Первой мировой войны — в военном флоте). В 1932—1938 преподавал английский язык в университетах Японии. Оставшуюся часть жизни провел в США, в штате Огайо.

## Творчество
Первая книга стихов Ходжсона «Последний чёрный дрозд и другие строки» (англ. «The Last Blackbird and Other Lines», 1907) примыкала к предмодернистскому пасторально-романтическому течению в английской поэзии, получившему название поэтов-георгианцев. Эту репутацию Ходжсона упрочили книги «Тайна» (англ. «The Mystery», 1913) и «Стихотворения» (англ. «Poems», 1917). В дальнейшем, однако, Ходжсон почти не участвовал в литературной жизни и практически не публиковался. Лишь в 1944 он начал выпускать поэтические листовки под названием «Летучие свитки» (англ. «Flying Scroll», 11 выпусков), состоящие из моностихов и других изящных миниатюр. За ними последовал сборник стихов «Жаворонок» (англ. «The Skylark», 1959) и книга избранных стихотворений в 1961.